# ريتاج الحازمي
ريتاج الحازمي ، روائية سعودية ، دخلت موسوعة «غينيس» للأرقام القياسية ، كأصغر كاتبة سلسلة كتب في العالم عام 2020 ، عندما كان عمرها 12 عاماً. وصدرت لها ثلاثة أعمال روائية باللغة الانجليزية.

## مسيرتها المهنية
ولدت الحازمي في مدينة الظهران (شرق السعودية) عام 2009 ، وبدأت في الكتابة في وقت مبكر من عمرها ، حيث أنجزت في سن العاشرة روايتها الأولى "كنوز البحر المفقودة" ، والتي نشرتها باللغة الانجليزية.
كما نشرت في عام 2019 ، " رواية بوابة العالم الخفي " ، و " رواية ما وراء عالم المستقبل " بالإنجليزية أيضاً عام 2021 . وفي معرض الرياض الدولي للكتاب عام 2019 ، وقفت الحازمي في منصة توقيع الكتّاب لتكون أصغر مؤلفة تقف في المنصة .